# Friedrich Gerke
Friedrich Gerke (* 15. November 1900 in Uelzen; † 23. August 1966 in Mainz) war ein deutscher Kunsthistoriker mit dem Fachgebiet Christliche Archäologie.

## Leben
Friedrich Gerke war das älteste der fünf Kinder des Buchhalters Johann Heinrich Gerke und seiner Ehefrau Friederike. Er besuchte in Uelzen die Volksschule, dann die Präparandenanstalt für das Lehrerseminar und erlangte mit dem ersten (Juni 1920) und zweiten (April 1924) Volksschullehrerexamen die Befähigung zum Unterricht an Volksschulen. Dabei erhielt er auch eine musikalische Ausbildung, sowohl in Kompositionslehre wie auch praktisch in Klavier- und Orgelspiel. Das Vollabitur holte Gerke mit einer Ergänzungsprüfung nach, dem sich für die Zulassung zum Theologiestudium noch das Graecum und Hebraicum anschlossen. Schon früh widmete sich Gerke auch der Dichtkunst, was in späteren Jahren zur Veröffentlichung einiger Sonette führte.

### Berlin und Budapest
Nach kurzen Stationen an den Universitäten in Hamburg (1924) und Marburg (1924/1925) fand Gerke 1925 in Berlin, wo er sich – zunächst an der Theologischen Fakultät – an der Friedrich-Wilhelms-Universität einschrieb, seine ihm zusagende Wirkungsstätte. Der bereits emeritierte Adolf von Harnack vergab noch das Thema, mit dem Gerke 1931 den theologischen Doktor-Titel (damals: Lic. theol. (Lizentiat)) erwarb: „Die Stellung des ersten Clemens-Briefes innerhalb der Entwicklung der altchristlichen Gemeindeverfassung und des Kirchenrechts“. Weitere seiner Lehrer waren Erwin Panofsky, Fritz Saxl (beide in Hamburg), Rudolf Otto (in Marburg), Adolf Deißmann, Oskar Fischel, Adolph Goldschmidt, Edmund Hildebrandt, Hans Lietzmann, Georg Stuhlfauth, Ulrich Stutz, Oskar Wulff, Joseph Wilpert (in Rom). Gerhart Rodenwaldt förderte ihn besonders und brachte die Christliche Archäologie in den Vordergrund der wissenschaftlichen Arbeiten Gerkes. Mit dem Thema Die christlichen Sarkophage der vorkonstantinischen Zeit, erschienen 1940, wurde Friedrich Gerke zum Dr. phil. ein zweites Mal promoviert.
Studienaufenthalte mit Stipendien des Archäologischen Instituts Berlin führten Gerke nach Rom – hier an das Pontificio Istituto di Archeologia Cristiana – und nach Athen. Am 30. Juli 1934 habilitierte er sich an der Berliner Universität mit der Dissertation Die ein- und zweizonigen Reihensarkophage der Tetrarchenzeit und erhielt die Ernennung zum Privatdozenten. Am 1. Oktober 1935 wurde er zum außerordentlichen Professor und Direktor des Instituts für Christliche Archäologie und Kunstgeschichte, als Nachfolger von Georg Stuhlfauth, in Berlin berufen. Später versah er auch die fachlich gleiche Professur des verstorbenen Anton Hekler an der Universität Budapest (1941/42).
In den Kriegsjahren übernahm Gerke die Funktion eines Sonderführers, war betraut mit kulturellen Fachaufgaben in Griechenland und in der Ukraine. Er kam schließlich noch kurz in sowjetische Gefangenschaft und wurde 1945 in Landsberg an der Warthe entlassen.

### Mainz
Der Neuanfang begann für Gerke 1946 in Mainz, wohin er als erster Direktor des Kunstgeschichtlichen Instituts der wieder gegründeten Universität berufen wurde. Der Ausbau dieses Instituts lag ihm besonders am Herzen und wurde mit der Eröffnung des Neubaus 1960 gekrönt. Das Portal schmückte ein Phönix-Relief von Emy Roeder, das sich jetzt im Georg-Forster-Gebäude des Instituts für Kunstgeschichte und Musikwissenschaft (IKM) befindet. Für das Foyer entwarf Johannes Schreiter ein Glasbild. Im Innern des Instituts stechen besonders die in der Accademia delle belle arti in Ravenna hergestellten Repliken von Mosaiken aus Ravenna (heute im Georg-Forster-Gebäude) hervor, einem in der Mainzer Zeit herausragenden Forschungsgebiet Gerkes.
Gerke war ordentliches Mitglied der Akademie der Wissenschaften und der Literatur in Mainz. In Zusammenarbeit mit der von ihm gegründeten Gesellschaft für Bildende Kunst Mainz veranstaltete er zahlreiche Ausstellungen zeitgenössischer Künstler in seinem Institut, dazu gab er jeweils teils umfangreiche Kataloge mit wissenschaftlichem Inhalt heraus. Sein letztes Wirken noch kurz vor seinem Tod galt dem Erwerb der Bibliothek des Kunsthistorikers Carlo Cecchelli aus Rom für das Institut in Mainz.
Friedrich Gerke war zweimal verheiratet:
- 1930 heiratete er Dela Ehlers, mit der er zwei Kinder hatte: Hans Elert Gerke, Chemiker, geb. 1934, und Christa von der Gablentz, geb. 1938, gest. 1996.
- Seit 1951 war er mit der Schauspielerin Ruth Wannack verheiratet, mit der er eine Tochter hatte: Gabriela Gerke-Engel, Ärztin, geb. 1952.

## Bedeutung
Friedrich Gerke trug wesentlich dazu bei, die durch Spezialforschungen getrennten Fachgebiete zusammenzubringen und eine tragende Brücke zwischen einerseits Klassischer und Christlicher Archäologie sowie andererseits Kunstgeschichte zu bilden. Seine Forschungen reichten von kirchenrechtlichen Untersuchungen über klassische und frühmittelalterliche Themen bis zur neueren Kunstgeschichte. Darüber hinaus erreichte Gerke mit heute noch begehrten Bucheditionen (siehe unter Schriften, Allgemeine Kunstgeschichte) ein breiteres Publikum für diese sich nicht so selbstverständlich erschließenden Fachgebiete.
Gerkes Forschungen waren international vernetzt angelegt, was die lange Liste von Beiträgen der Forscher-Kollegen (siehe Literatur, Festschrift) und die Mitgliedschaften in zahlreichen wissenschaftlichen Gesellschaften (so in dem von Friedrich Gerke mit gegründeten Internationalen Frühmittelalterkongress) belegen.
Für Mainz, Gerkes Wirkungsstätte nach dem Zweiten Weltkrieg, bedeutete das Kunstgeschichtliche Institut und die Gesellschaft für bildende Kunst einen kulturellen Mittelpunkt, dem er unermüdlich Beiträge lieferte. Gerkes Forschungstätigkeit ging dabei weit über den ursprünglichen Rahmen bis in die jüngste Kunstgeschichte hinein. Mit der Aufstellung der Repliken von Ravenna-Mosaiken im Mainzer Kunstgeschichtlichen Institut blieb er wiederum seinem ersten fachlichen Ansatz treu.

## Schüler (Auswahl)
- Klaus Wessel: Ägyptische Elfenbeinschnitzereien des 6. Jahrhunderts. Lizentiatsarbeit 1943.
- Elisabeth Alföldi-Rosenbaum: Portraits auf pannonischen Grabstelen. Dissertation 1944.
- Peter Ludwig: Das Menschenbild Picassos als Ausdruck eines generationsbedingten Lebensgefühls. Dissertation 1950.
- Wilhelm Jung: Die Prämonstratenser-Stiftskirche Knechtsteden. Ein Beitrag zur niederrheinischen Baukunst und Wandmalerei des 12. Jahrhunderts. Dissertation 1952
- Hans Adolf Halbey: 	Die Grabplastik im mittleren Neckargebiet von 1470-1560 Dissertation 1956
- Christa Ihm: Die Programme der christlichen Apsismalerei vom vierten Jahrhundert bis zur Mitte des achten Jahrhunderts. Dissertation 1956.
- Hans-Jürgen Imiela: Die Bildnisse Lovis Corinths. Dissertation 1957.
- Hans Belting: Die Basilica dei SS. Martiri in Cimitile und ihr frühmittelalterlicher Freskenzyklus. Dissertation 1959.
- Ingrid Szeiklies-Weber: Die Tiefenbronner Monstranz und ihr künstlerischer Umkreis Dissertation 1964

## Schriften (Auswahl)

### Allgemeine Kunstgeschichte
- Griechische Plastik in archaischer und klassischer Zeit, Bildteil: U. Hürlimann, Zürich 1938
- Spätantike und frühes Christentum (in der Reihe Kunst der Welt), Holle Verlag, Baden-Baden 1967

### Christliche Archäologie
- Der Sarkophag des Iunius Bassus. Ein Meisterwerk der frühchristlichen Plastik. Verlag Gebr. Mann 1936
- Das Heilige Antlitz. Köpfe altchristlicher Plastik. Florian Kupferberg, Berlin 1940
- Christus in der spätantiken Plastik. Florian Kupferberg, Mainz 1948
- Der Trierer Agricius-Sarkophag. Paulinus-Verlag, Trier 1949
- Der Tischaltar des Bernard Gilduin in Saint Sernin in Toulouse. Franz Steiner, Wiesbaden 1958

### Künstler-Monographien
- Die Fresken des Franz Anton Maulbertsch in der Pfarrkirche zu Sümeg (= Abhandlungen der Akademie der Wissenschaften und der Literatur. Geistes- und sozialwissenschaftliche Klasse. Jahrgang 1950, Band 21). Verlag der Wissenschaften und der Literatur in Mainz (in Kommission bei Franz Steiner Verlag, Wiesbaden).
- Emy Roeder. Eine Werkbiographie. Wiesbaden 1963
- Katalog der Ausstellung: Handzeichnungen, Aquarelle und Druckgraphik von Alfred Kubin aus der Sammlung Franz-Josef Kohl-Weigand. Kleine Schriften der Gesellschaft für Bildende Kunst in Mainz, Band 24, 1964
- Katalog der Ausstellung: Hans Purrmann. Gemälde, Aquarelle, Handzeichnungen und Druckgraphik aus der Sammlung Franz-Josef Kohl-Weigand, Kleine Schriften der Gesellschaft für Bildende Kunst in Mainz, Band 30, 1966

### Gedichte
- Orientalische Sonette, Florian Kupferberg Verlag, Mainz 1947
- Sirmione. Ein Sonettenkranz, illustriert von Hubert Berke, Verlag Heinrich Kutsch, Aachen 1965